# Stazione di Ozieri-Chilivani
Stazione di Ozieri-Chilivani vasútállomás Olaszországban, Szardínia régióban, Ozieri településen.

## Vasútvonalak
Az állomást az alábbi vasútvonalak érintik:
- Cagliari–Golfo Aranci Marittima-vasútvonal
- Ozieri Chilivani–Porto Torres Marittima-vasútvonal
- Tirso–Chilivani-vasútvonal

## Kapcsolódó állomások
A vasútállomáshoz az alábbi állomások vannak a legközelebb: 
- Stazione di Ozieri-Fraigas
- Stazione di Mores-Ittireddu
- Stazione di Ardara
- Ozieri train station